# Vätternrundan

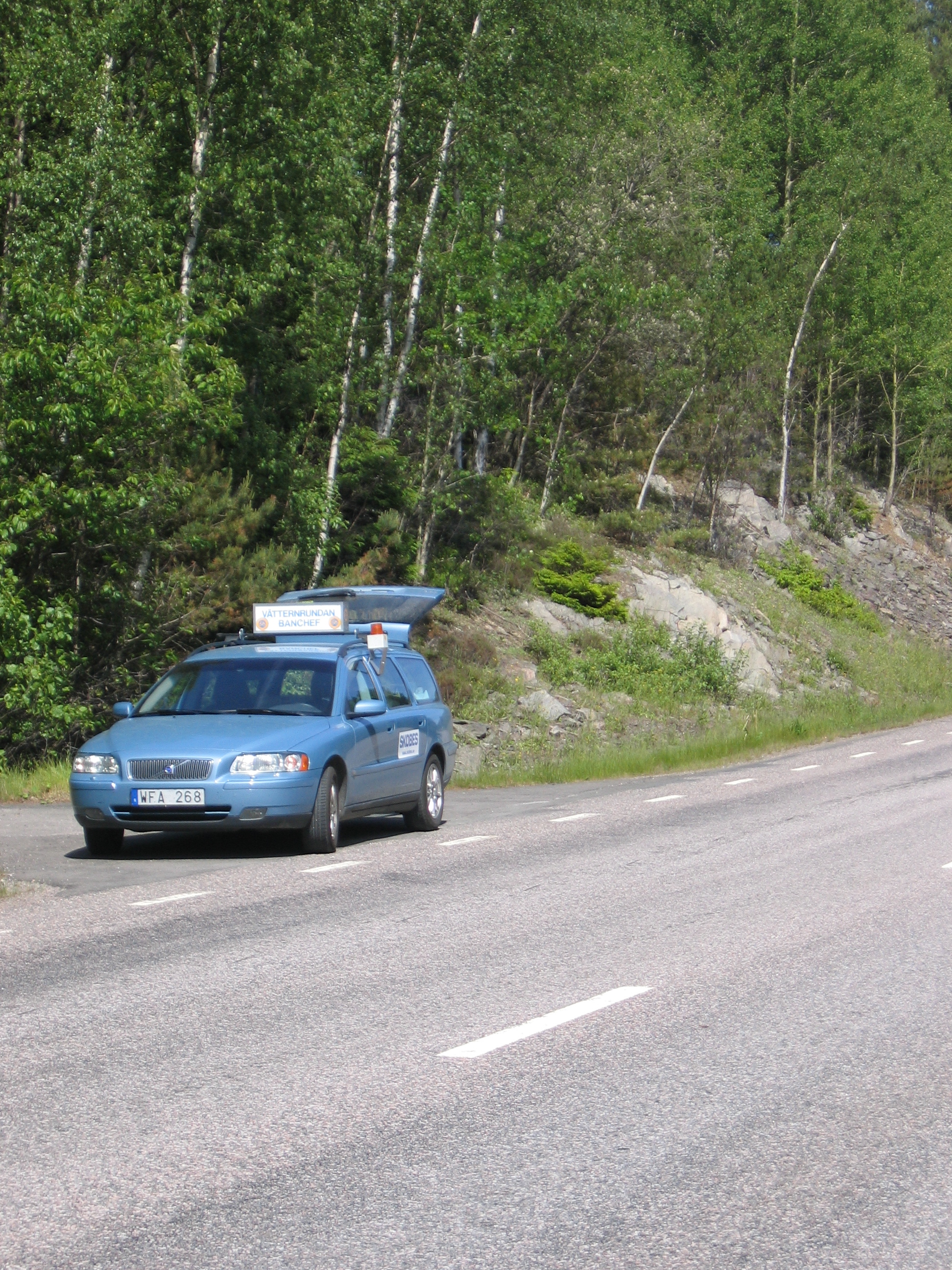
Vätternrundan-Streckenmeisterei

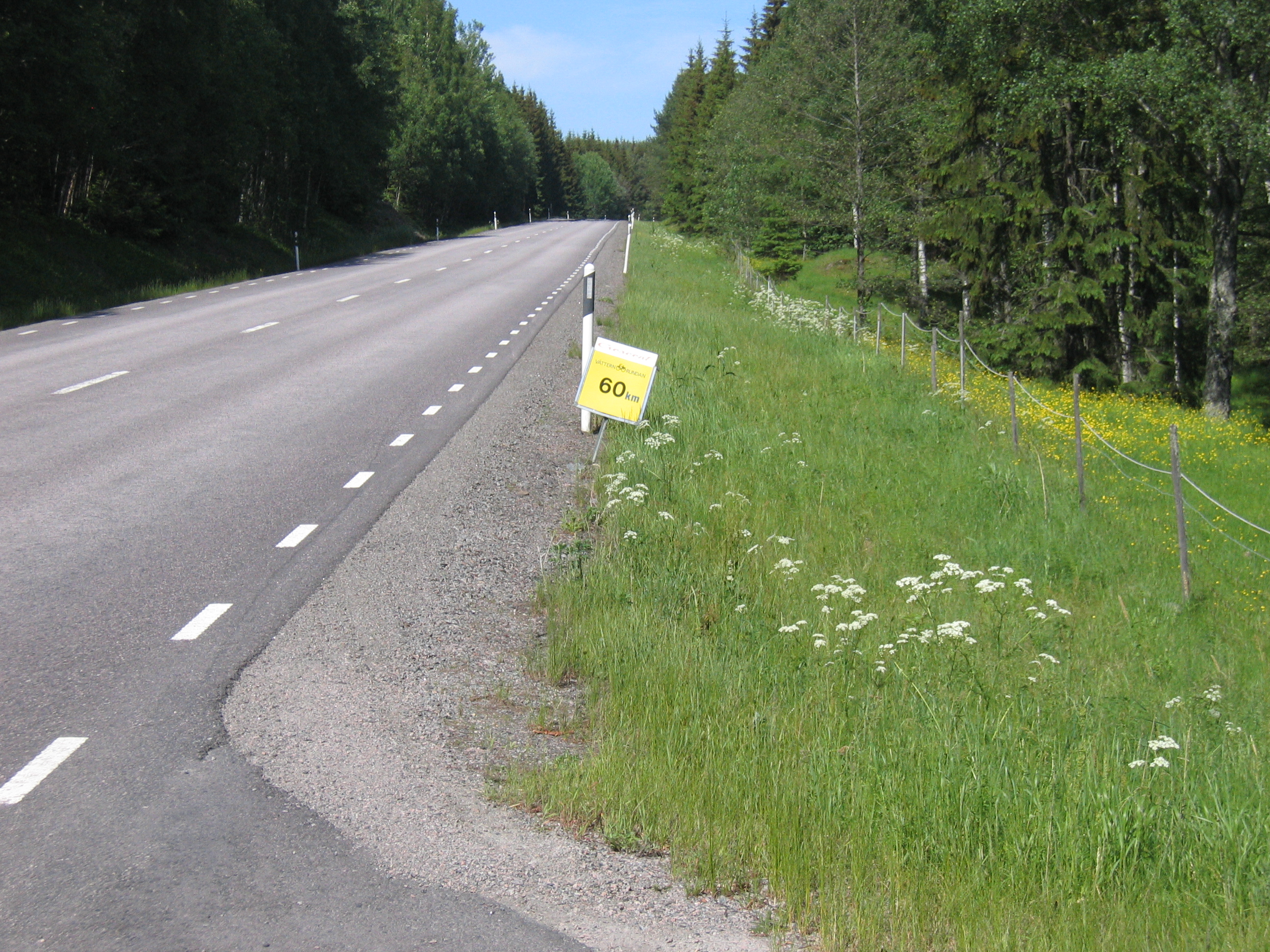
Vätternrundan-Strecke

Vätternrundan ist eine 315 km lange Radrundfahrt in Schweden, die an einem Wochenende im Juni ausgetragen wird. Mit 18.000 ins Ziel gekommenen Teilnehmern (2009) ist sie die größte Breitenradsportveranstaltung der Welt (gerechnet: Anzahl der Teilnehmer mal gefahrene km). Die Teilnehmerzahl musste begrenzt werden, insbesondere da es mit der 150 km langen Halvvättern und der 100 km langen Tjejvättern (nur für Frauen) noch zwei kleinere Rennen gibt. Insgesamt gehen bei den drei Rennen etwa 35.000 Radfahrer an den Start.
Die Austragung im Jahre 2020 musste wegen der Corona-Pandemie abgesagt werden.

## Strecke
Die Strecke umrundet den zweitgrößten See des Landes (Vättern) und ist Teil des Skandinavialoppet. Das Rennen wurde 1966 das erste Mal gestartet und wird seitdem jährlich ausgetragen. Vom Veranstalter wird das Rennen als Trimm-Dich-Rennen eingestuft, was sich auch darin äußert, dass zwar die Zeiten der einzelnen Fahrer erfasst werden, daraus aber keine Platzierung abgeleitet bzw. veröffentlicht wird. Aufgrund der vielen Teilnehmer, die meistens mit Unterstützung von Freunden und Familie starten, gleicht das Ereignis stellenweise mehr einem Volksfest als einem Radrennen, ist jedoch eine der größten sportlichen Herausforderungen für einen Amateurradsportler, die eine akribische und zeitaufwendige Trainingsvorbereitung voraussetzt.
Gestartet wird in Motala Richtung Süden, um den Vättern im Uhrzeigersinn zu umfahren. Die weiteren Stationen der 315 km langen Strecke mit ca. 1.500 Höhenmetern sind:
- Ödeshög (bis ca. 2014 noch Hästholmen)
- Ölmstad (bis ca. 2014 noch Gränna)
- Jönköping
- Fagerhult
- Hjo
- Karlsborg
- Boviken
- Hammarsundet
- Medevi

Erlaubt sind ausschließlich aufrechte Fahrräder, einschließlich Tandems. Liegeräder, Dreiräder, Roller oder motorbetriebene Räder sind nicht zugelassen. Es besteht Helmpflicht.
Die Vätternrundan ist Teil des „schwedischen Klassikers“, der Kombination aus vier Langstreckenwettbewerben in verschiedenen Sportarten in Schweden.

## Entwicklung der Teilnehmerzahlen
Seit der ersten Austragung 1966 mit 344 Startern konnte die Vätternrundan nahezu jährlich neue Teilnehmerrekorde vermelden. Schon zum zweiten Start registrierten sich über 1.000 Teilnehmer. 1981 wurden erstmals über 10.000 Anmeldungen gezählt, und 2010 bereits über 20.000. 2013 gingen von 22.800 angemeldeten Fahrern 19.406 an den Start. 18.475 erreichten im vorgegebenen Zeitlimit das Ziel.

## Weitere Fahrten im Rahmen der Vätternrundan
Jeweils etwa eine Woche vorher finden drei weitere Veranstaltungen statt. Die Tjejvättern ist ein Rennen über 100 km nur für Frauen. Die Veranstalter gehen davon aus, dass es vergleichsweise wenige Frauen gibt, die an der Vätternrundan teilnehmen wollen. Die 150 km Halvvättern dient sowohl als kleine Variante der Vätternrundan als auch als Vorbereitung für ambitionierte Fahrer. Außerdem gibt es für Radfahrer zwischen 6 und 10 Jahren ein Minivättern mit 1,3 oder 2,6 km, je nach Alter.
Für Frauen gilt die Teilnahme des Tjejvätterns als Teil des Skandinavialoppet.